# 白科比拉山
48°12′34.8″N 24°48′6.3″E / 48.209667°N 24.801750°E
白科比拉山（烏克蘭語：Біла Кобила）是烏克蘭的山峰，位於該國西部伊萬諾-弗蘭科夫斯克州，處於韋爾霍維納區，屬於烏克蘭喀爾巴阡山脈的一部分，海拔高度1,477米。